# Robert Dunsmuir
 (mars 2024).
Si vous disposez d'ouvrages ou d'articles de référence ou si vous connaissez des sites web de qualité traitant du thème abordé ici, merci de compléter l'article en donnant les références utiles à sa vérifiabilité et en les liant à la section « Notes et références ».
Pour les articles homonymes, voir Dunsmuir.
Robert Dunsmuir (31 août 1825-12 avril 1889) est un homme politique canadien de la Colombie-Britannique. Il est député provincial indépendant dans la circonscription britanno-colombienne de Nanaimo de 1882 jusqu'à son décès en 1889.
Dunsmuir est reconnu comme personnalité d'importance historique nationale par le gouvernement du Canada en 1971.

## Biographie

### Premières années
Né à Hurlford en Écosse, il grandit dans une famille engagée dans le commerce du charbon dans l'Ayrshire. Le grand-père de Dunsmuir, Robert, louait ses propriétés houillères qu'il avait racheté à ses compétiteurs peu avant l'arrivée du chemin de fer durant les années 1840 et lui permettant ensuite d'augmenter les prix. En 1832, alors en pleine prospérité, Dunsmuir perd sa mère, son père et deux de ses trois sœurs alors qu'une épidémie de choléra ravage la région. Trois ans plus tard, son grand-père décède et lègue le tiers de ses propriétés à son petit-fils orphelin. Dunsmuir étudie à la Kilmarnock Academy et ensuite à la Paisley Mercantile and Mechanical School. Entretemps, il travaille aussi dans des mines de charbons avec le mari de sa tante, Boyd Gilmour.
Vers la fin de 1850, Gilmour, le mentor de Dunsmuir, signe une entente avec la Compagnie de la Baie d'Hudson (HBC) afin d'exploiter une mine de charbon découverte dans le nord-est de la colonie de l'Île de Vancouver près de Port Hardy. Alors que plusieurs participants à l'expédition déclinèrent après avoir entendu parler des conditions de vie, Gilmour tente de chercher rapidement des remplaçants. Avec un préavis de 24 heures, Dunsmuir s'engage et s'embarque sur le Pekin vers Fort Vancouver en transitant par le cap Horn le 19 décembre 1850.

### Arrivée en Colombie-Britannique
À Fort Rupert, Gilmour s'active à débuter les opérations liées au contrat d'exploitation minière d'une durée de trois ans. Néanmoins, Gilmour ne parvient pas à développer l'exploitation avec succès et maintien les opérations jusqu'au 24 août 1852, alors qu'un gisement de charbon est découvert près de Nanaimo et que le gouverneur Douglas lui demande de se rendre sur place. Malgré les conditions de vie difficile, les opérations sont maintenues jusqu'à l'expiration du contrat. Alors que le gouverneur refuse de majorer les prix, Gilmour décide de retourner en Écosse, alors que Dunsmuir décide de demeurer dans la colonie. Dunsmuir propose alors à Douglas de poursuivre l'exploitation d'un gisement que Gilmour croyait presque épuisé. Avec une production de quotidienne de sept tonnes, l'entreprise personnellement exploitée par Dunsmuir connait un succès modeste, mais la fin du gisement le force à se faire à nouveau employer par la HBC en 1860.

### Charbon
Alors que le bail offert par la couronne à la HBC expire en 1859, la compagnie doit alors racheter les 2 506 hectares de ses installations de Nanaimo. Dès que la nouvelle mine parvient à être opérationnelle, la HBC vend ses opérations à la Vancouver Coal Mining and Land Company en 1862 pour la somme de 200 000 $. Dunsmuir travaille ensuite comme surintendant pour cette compagnie, mais aussi pour la Harewood Coal Company qui appartenait à son ami le Dr. Alfred Benson.
Avec la fin des concessions de la couronne à la HBC, il devient possible pour d'autres acteurs de demander des claims. En octobre 1869, alors que Dunsmuir pêchait la truite dans le lac Diver au nord de Nanaimo, il découvre un filon de charbon et enregistre un claim de 647 hectares dans la région connue sous le nom de Wellington (en). Afin de réclamer le claim, Dunsmuir doit mettre en place la compagnie Dunsmuir, Diggle & Company en partenariat avec ses fils, James et Alexander, avec le commandant du vaisseau Boxe, Wadham Diggle, mais aussi avec le contre-amiral Arthur Farquhar (en), commandant en chef de la flotte du Pacifique. L'exploitation permet à Dunsmuir de produire et vendre son stock à la Royal Navy et sur les marchés de San Francisco.

### Chemin de fer
Dunsmuir est parmi les fondateurs de la Esquimalt & Nanaimo Railway (en) qui permet la mise en service d'une liaison ferroviaire entre Nanaimo et Esquimalt. Plus tard, cette liaison sera allongée à Wellington (en), Victoria et Courtenay. L'entreprise reçoit une concession de terrain représentant environ 20 % de l'île de Vancouver pour l'inciter à poursuivre l'expansion du réseau 

### Politique
Élu député provincial de la circonscription de Nanaimo en 1882, Dunsmuir meurt à Victoria alors qu'il est encore en fonction en avril 1889 à l'âge de 63 ans.

### Craigdarroch
La résidence qu'il construit pour sa femme Joan à Victoria est aujourd'hui une destination touristique nommée Craigdarroch Castle et est un lieu historique national du Canada,.

### Famille

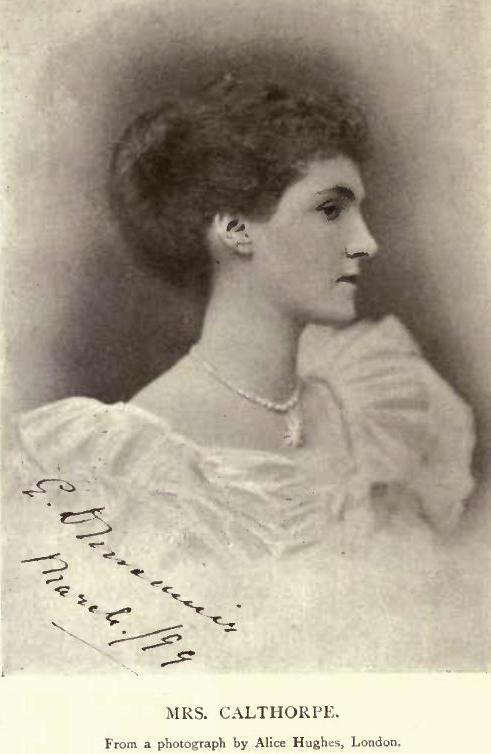
Mme Effie Calthorpe née Dunsmuir

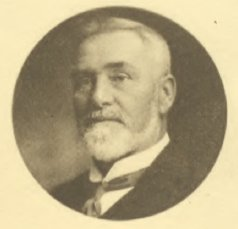
James Dunsmuir

Avec Joan, le couple donne naissance à : 
- Elizabeth Hamilton (1847–1901)
- Agnes Crooks (1849–1889)
- James (1851–1920)
- Alexander (1853–1900)
- Marion (1855–1892)
- Mary Jean (1862–1928)
- Emily Ellen (1864–1944)
- Jessie Sophia (1866–1946)
- Annie Euphemia (1868–1952)
- Henrietta Maude (1872–1950)

Son fils, James sert comme premier ministre de la Colombie-Britannique et ensuite lieutenant-gouverneur.
Sa fille, Effie (Annie Euphemia) se marie à l'église Saint-George de Westminster à Londres avec l'officier Somerset Gough-Calthorpe en février 1900.
Maud se marie à Londres avec le capitaine Reginald Spencer Chaplin en juin 1898.
Jessi Sophia devient Lady Musgrave par son mariage avec Sir Richard Musgrave.
Son fils, Alexander construit la Dunsmuir House (en) à Oakland en Californie.